# 懒猴
懒猴（学名 Nycticebus coucang）也叫做蜂猴，是懒猴屬的一种。夜间活动，动作缓慢，栖息在树的顶部。食鸟、昆虫和野果等。

## 特征
体型比家猫略小，尾极短，隐于毛丛中，不易看见，头圆耳小，眼大而圆，善于夜间看物体。体背和侧面毛呈棕褐色，背中央有一深栗红色纵纹；腹面灰白；四肢粗而短，指、趾具有指甲，仅后肢第二趾具爪，前肢第二指退化，仅剩一短指。
懒猴是目前已知唯一一种有毒的灵长类动物，在受到威胁时腋下会分泌一种呈棕色的油状物，可与唾液混合成有毒的物质（油状物和唾液本身也有毒性）。毒素通过食用有毒的昆虫，如蜈蚣蝎子等获得，所以只有野生的懒猴才可以分泌正常水平的毒性物质，而在保护区内养殖的懒猴因提供的食物一般不含毒素因此不能获取毒素和合成有毒物质。

## 亚种
主要分布于热带、亚热带森林中，共有三个已知亚种：
- 大懒猴 Nycticebus coucang coucang
- 婆罗洲懒猴 Nycticebus coucang menagensis
- 爪哇懒猴 Nycticebus coucang javanicus